# Petr Veber
Petr Veber (* 11. listopadu 1960 Praha) je český muzikolog, hudební kritik a publicista, se zaměřením zejména na operu a dějiny hudby.

## Život
Absolvoval gymnázium, pak studoval hudební vědu na Filozofické fakultě Univerzity Karlovy (1980–1984); titul PhDr. získal v roce 1985 s diplomovou prací Špalíček Bohuslava Martinů. V letech 1984–2007 byl zaměstnán jako kulturní zpravodaj České tiskové kanceláře (ČTK).
Od poloviny 80. let se věnuje hudební publicistice a kritice; psal pro různé noviny i hudební periodika (od roku 1987 Hudební rozhledy, v letech 1988–1993 Gramorevue, v letech 1993–1999 Lidové noviny, od roku 1993 Harmonie, od roku 2000 Hospodářské noviny, dále Týdeník Rozhlas). V letech 2007–2017 vedl hudební redakci stanice Český rozhlas Vltava, s rozhlasem spolupracuje i nadále na stanicích Vltava a Český rozhlas D-dur. Je autorem knihy Václav Snítil a jeho půlstoletí české hudby (AMU 2008). V červnu 2018 spoluzaložil hudební portál KlasikaPlus.cz.
Neprofesionálně hraje na klavír a varhany.